# Clematis variifolia
Clematis variifolia är en ranunkelväxtart som beskrevs av Wen Tsai Wang. Clematis variifolia ingår i släktet klematisar, och familjen ranunkelväxter. Inga underarter finns listade i Catalogue of Life.